# ルイス・ラザファード

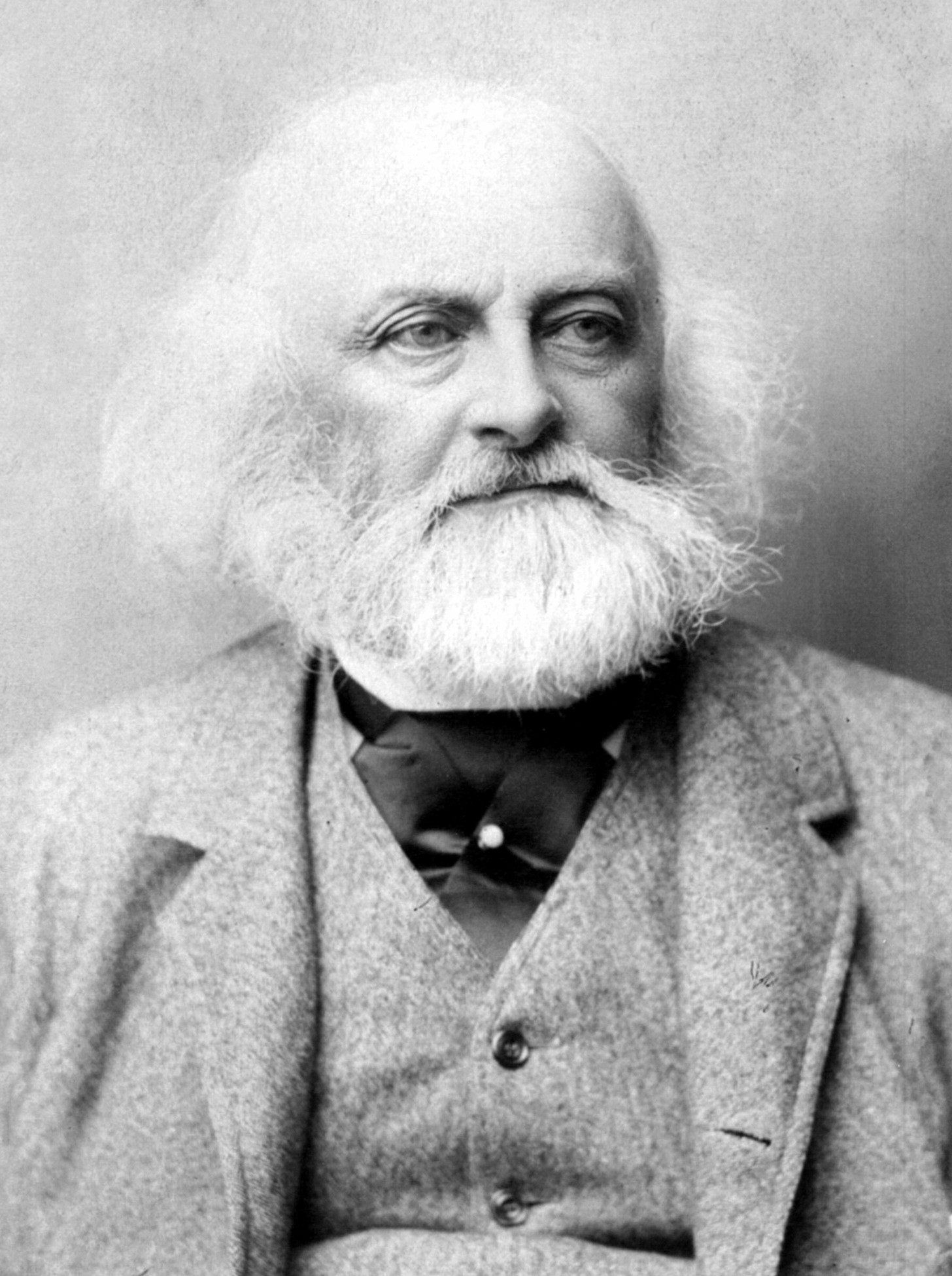
ルイス・ラザファード

ルイス・モリス・ラザファード（Lewis Morris Rutherfurd、1816年11月25日 – 1892年5月30日）は、アメリカ合衆国の法律家・天文学者。
祖父は上院議員のジョン・ラザファードである。マサチューセッツ州のウィリアムズ大学を卒業し、法律家としてニューヨークで開業した。裕福な女性と結婚し、1849年には弁護士をやめ、科学の研究、特に天文学の研究に転じた。分光研究と天文写真の分野の先駆者となった。研究のための装置、写真の測定につかうマイクロメーターや回折格子を刻む機械、写真観測に適した設計の望遠鏡などを開発した。
それらの装置をつかって、太陽や月や惑星や5等星までの恒星や星雲の質の高い天体写真を撮影した。1862年から分光観測を初め、恒星のスペクトルを使った分類法に注目し、これらはアンジェロ・セッキらによって発展させられることになった。
1858年から1884年までコロンビア大学の理事を務めラザファードの天体写真は大学に寄付された。1884年に国際子午線委員会の代表の一人となった。1863年に創立されたアメリカ芸術科学アカデミーの創立会員の一人である。1873年、ランフォード賞を受賞した。
19世紀の天文普及家のリチャード・プロクターはラザファードを最も偉大な月写真家と称えた。